# 崔赫均
崔赫均（：／ Choi Hyuk Gyun，1997年6月18日—），韓国男子羽毛球運動員。

## 簡歷
2017年6月，崔赫均分别搭档朴炅熏和柳海媛出戰中華台北羽球公開賽出战男子雙打以及混合雙打，在男雙首圈激战三局以2比1（19-21、21-17、21-19）击败中華台北的歐陽群/商桐榞。但在次圈中，以0-2（11-21、16-21）不敌赛会2号种子、中華台北的陳宏麟/王齊麟；而混雙方面，則在首圈以1比2（18-21、21-5、14-21）负于中華台北的林家佑/吳玓蓉；这也是他首次亮相国际赛事的第一个成人比赛。
2018年10月，崔赫均代表韩国参加马来西亚吉隆坡举办的世界大学生羽毛球锦标赛，助球队赢得混团季军。

## 主要比賽成績
只列出曾進入準決賽的國際賽事成績：
| 年份   | 賽事                   | 公開賽級別 | 項目     | 搭檔   | 成績   |
| ------ | ---------------------- | ---------- | -------- | ------ | ------ |
| 2017年 | 加拿大羽毛球大獎賽     | 大獎賽     | 男子雙打 | 朴炅熏 | 準決賽 |
| 2018年 | 世界大学生羽毛球锦标赛 | 其他       | 混合團體 | －     | 季軍   |

| 2007-2017年 | 首要超級賽 | 超級賽 | 黃金大獎賽 | 大獎賽 | 國際挑戰賽 | 國際系列賽 | 未來系列賽 | 其他 |

| 2018-2026年 | 總決賽 | 超級1000賽 | 超級750賽 | 超級500賽 | 超級300賽 | 超級100賽 | 國際挑戰賽 | 國際系列賽 | 未來系列賽 | 其他 |